# La morte è un problema dei vivi
La morte è un problema dei vivi (Peluri - Kuolema on elävien ongelma) è un film del 2023 scritto, diretto e montato da Teemu Nikki.

## Trama
Risto e Arto sono due vicini di casa: il primo è un cinico autista di onoranze funebri col vizio del gioco, mentre il secondo è un bonaccione che un giorno scopre grazie a una risonanza magnetica di essere per l'85% letteralmente privo di cervello. Risto viene cacciato di casa dopo essersi indebitato fino al collo, mettendo egoisticamente a rischio il futuro della famiglia, mentre Arto viene umiliato da tutti i conoscenti quando la sua condizione diventa affare pubblico. I due decidono di unire le forze per ripagare il debito di Risto trasportando più morti possibile con l'autofunebre di quest'ultimo. La scoperta di un giro clandestino di roulette russa gli procurerà una scorta pressoché inesauribile di cadaveri freschi, ma anche un difficile dilemma morale.

## Produzione
Il film è stato il primo di Teemu Nikki ad essere co-prodotto da Andrea Romeo, che aveva già distribuito in Italia diversi dei precedenti film del regista tramite I Wonder Pictures. Le riprese sono cominciate nell'ottobre 2022 in Finlandia.

## Distribuzione
Il film è stato distribuito nelle sale cinematografiche finlandesi da Scandinavian Film Distribution a partire dal 22 settembre 2023.
In Italia ha avuto la sua anteprima alla 18ª Festa del cinema di Roma il 20 ottobre 2023. Dopo esser stato presentato anche al Biografilm Festival il 9 giugno 2024, è stato distribuito nelle sale cinematografiche italiane a partire dal 4 luglio seguente da I Wonder Pictures.

## Riconoscimenti
- 2024 – Premi Jussi[6][7]
  - Miglior attore non protagonista a Jari Virman
  - Candidatura per la migliore sceneggiatura a Teemu Nikki
- 2024 – Festival internazionale del cinema di Pechino[8]
  - Miglior attore non protagonista a Jari Virman
  - Miglior colonna sonora a Marco Biscarini